# Chapelle Saint-Sébastien d'Allos
La chapelle Saint-Sébastien ou des Pénitents est une chapelle située à Allos, en France.

## Description
Dédiée à saint Sébastien, martyr romain du IIIe siècle.

## Localisation
La chapelle est située sur la commune d'Allos, dans le département français des Alpes-de-Haute-Provence.

## Historique
L'édifice est inscrit au titre des monuments historiques en 1996.